# Middle Island, östra Falklandsöarna
Middle Island är en ö i territoriet Falklandsöarna (Storbritannien). Den ligger i den östra delen av ögruppen, 50 km sydväst om huvudstaden Stanley.